# James Whitfield (Politiker)

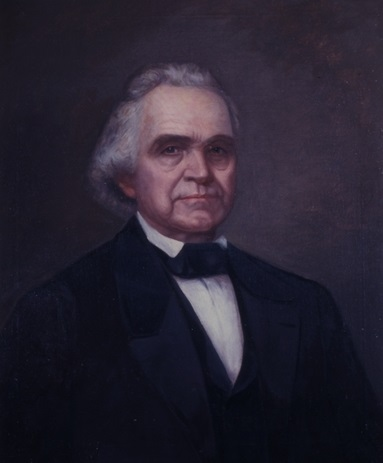
James Whitfield

James Whitfield (* 15. Dezember 1791 im Elbert County, Georgia; † 25. Juni 1875 in Columbus, Mississippi) war ein US-amerikanischer Politiker und von 1851 bis 1852 Gouverneur des Bundesstaates Mississippi.

## Frühe Jahre und politischer Aufstieg
James Whitfield besuchte die öffentlichen Schulen seiner Heimat in Georgia. Nach seinem Umzug nach Columbus in Mississippi wurde er ein erfolgreicher Pflanzer und Kaufmann. Er schloss sich der Demokratischen Partei an. Zwischen 1842 und 1850 war er Abgeordneter im Repräsentantenhaus von Mississippi. Danach wurde er Mitglied des Staatssenats.

## Gouverneur von Mississippi
Gouverneur John A. Quitman war am 3. Februar 1851 von seinem Amt zurückgetreten, woraufhin der damalige Senatspräsident John Isaac Guion entsprechend der Staatsverfassung dessen Amt übernahm. Guions Mandat als Senatspräsident endete am 4. November des gleichen Jahres. Damit erlosch auch seine Legitimation als Gouverneur. Daraufhin wurde der Staatssenat zu einer Sondersitzung einberufen, auf der Whitfield am 24. November 1851 zum neuen Präsidenten des Gremiums und damit zum amtierenden Gouverneur gewählt wurde. In den 20 Tagen zwischen dem Ende der Amtszeit Guions und dem Amtsantritt von Whitfield war Mississippi ohne Gouverneur.
Whitfield musste aber nur die Zeit bis zum 10. Januar 1852 überbrücken, an dem der neu gewählte Gouverneur Henry Stuart Foote, der bis dahin seinen Staat im US-Senat vertreten hatte, sein neues Amt antrat. Whitfield wurde im Jahr 1858 noch einmal in das Repräsentantenhaus seines Staates gewählt. Der mit Louisa Dyer verheiratete Politiker starb im Juni 1875 und wurde in seiner Heimatstadt Columbus beigesetzt. James Whitfield stellte der Regierung im Norden des Staates Land zur Verfügung, auf dem später das Mississippi State Hospital erbaut wurde.